# 14937 Thirsk
14937 Thirsk è un asteroide della fascia principale. Scoperto nel 1995, presenta un'orbita caratterizzata da un semiasse maggiore pari a 2,6034965 UA e da un'eccentricità di 0,1724965, inclinata di 2,86909° rispetto all'eclittica.